# Революционный правящий совет Сальвадора (1948—1950)
Революционный правящий совет (исп. Consejo de Gobierno Revolucionario) — коллегиальный орган власти, управлявший Сальвадором с 14 декабря 1948 года по 14 сентября 1950 года.

## Предыстория
В 1945 году президентом Сальвадора был избран Сальвадор Кастанеда Кастро, чей срок пребывания у власти должен был длиться с 1 марта 1945 года по 1 марта 1949 года. Однако во время его правления страна столкнулась с большим количеством проблем, а он ввёл, фактически, осадное положение. Чтобы обеспечить себе переизбрание, он созвал на 16-17 декабря 1948 года Конституционную Ассамблею. Это послужило последней каплей для офицеров, устроивших 14 декабря 1948 года военный переворот.

## Деятельность Совета
Вслед за переворотом был создан Революционный правящий совет, в который вошли как военные, так и гражданские лица. После возвращения находившегося в момент переворота в Мексике Оскара Осорио Эрнандеса Совет издал 16 декабря свой первый декрет, оправдывая свои действия и беря на себя всю полноту законодательной, исполнительной и судебной власти. 19 декабря 1948 года Совет сформировал новый Верховный суд, оставив за собой, таким образом, только законодательную и исполнительную власть.
14 сентября 1950 года Совет прекратил свою деятельность, и страна стала жить нормальной жизнью в соответствии с Конституцией 1950 года.

### Состав Совета
Изначально Совет состоял из 5 человек:
- подполковник Мануэль де Хесус Кордова
- майор Оскар Адан Боланьос
- майор Оскар Осорио Эрнандес
- Рейнальдо Галиндо Поль[исп.]
- Умберто Коста

4 января 1949 года подполковник Мануэль де Хесус Кордова вышел из состава Совета, а 22 октября 1949 года из Совета вышли Оскар Осорио Эрнандес и Рейнальдо Галиндо Поль, после чего Совет состоял лишь из двух человек.